# Pierre de Boscosel de Chastelard
Pierre de Boscosel de Chastelard, född 1540, död 1562, var en fransk poet. Han var förälskad i drottning Maria Stuart, och gömde sig två gånger i hennes sovrum för att överraska henne då hon var ensam, och blev sista gången avrättad.